# Kamil Jóźwiak
Kamil Jan Jóźwiak (Międzyrzecz, 22 de abril de 1998) é um futebolista polonês que atua como ponta-esquerda. Atualmente atua pelo Granada.

## Carreira
Kamil começou sua carreira profissional em seu país de origem, no Lech Poznań. Em 28 de fevereiro de 2016, estreou pelo Lech Poznań na derrota por 0–2 contra o Jagiellonia Białystok. Ele foi emprestado a GKS Katowice em 2017. Assinou contrato com Derby County em 16 de setembro de 2020. Ele marcou seu primeiro gol pelo clube na vitória por 2-0 contra o Swansea City, em 16 de dezembro de 2020.

## Carreira internacional
Estreou pela Seleção Polonesa no dia 19 de novembro de 2019, em uma partida de qualificação para o Euro 2020 contra a Eslovênia. Ele substituiu Sebastian Szymański aos 86 minutos. No cenário internacional, Jozwiak chegou ao Derby com três internacionalizações pela Polônia e vai se esforçar para fazer a sua convocação para o próximo Campeonato da Europa da UEFA reorganizado no verão de 2021. Antes de fazer sua estreia internacional, ele foi internacionalizado por seu país em todos os níveis, desde os Sub-16 até os Sub-21. Mais recentemente, Kamil Jozwiak afirmou-se como um jogador-chave para a seleção polonesa, iniciando todos os jogos na UEFA Nations League 2020-21, e tendo um statline de 2 gols e 2 assistências em 13 jogos.
| #  | Date             | Venue                             | Opponent      | Score | Result | Competition                       |
| -- | ---------------- | --------------------------------- | ------------- | ----- | ------ | --------------------------------- |
| 1. | 18 November 2020 | Silesian Stadium, Chorzów, Poland | Países Baixos | 1–0   | 1–2    | 2020–21 UEFA Nations League A     |
| 2. | 25 March 2021    | Puskás Aréna, Budapest, Hungary   | Hungria       | 2–2   | 3–3    | 2022 FIFA World Cup qualification |

Lech Poznań
- SuperCup polonês : 2016